# 고나이브
고나이브(프랑스어: Gonaïves, 아이티어: Gonayiv)은 아이티의 도시이다. 인구는 206,426명(2003년)이다.해발은 6m이다. 아이티에서 6번째로 인구가 많은 도시이다.